# Campo di concentramento di Salaspils

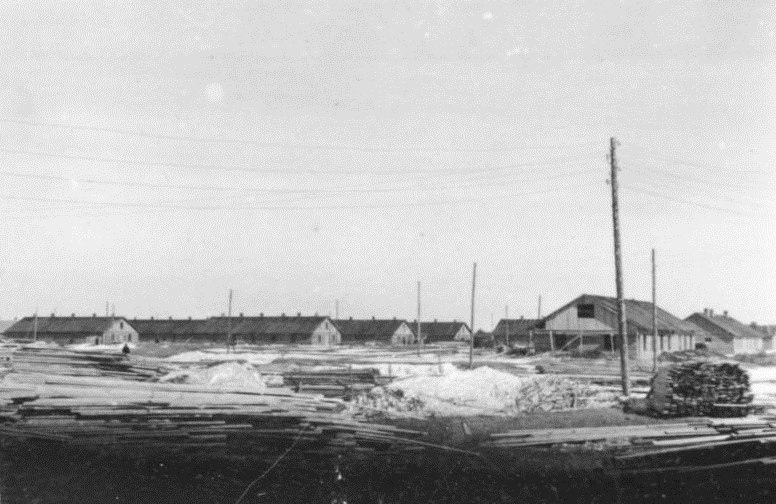
Il campo nel 1941

Il campo di concentramento di Salaspils fu costruito alla fine del 1941 a Salaspils a sud-est di Riga in Lettonia. La burocrazia nazista fece distinzioni tra i diversi tipi di campi. Ufficialmente, era la prigione di polizia di Salaspils e il campo di rieducazione attraverso il campo di lavoro (Polizeigefängnis und Arbeitserziehungslager).
Era anche conosciuto come campo Kurtenhof, dal nome tedesco della città di Salaspils. La pianificazione per lo sviluppo del campo e delle strutture dei prigionieri è cambiata più volte. Nel 1943, Heinrich Himmler considerò brevemente la possibilità di convertire il campo in un campo di concentramento ufficiale (Konzentrationslager), che avrebbe formalmente subordinato il campo all'Ufficio principale della sicurezza nazionale, Reichssicherheitshauptamt. Il campo ha avuto un'eredità duratura nella cultura lettone e russa a causa della gravità del trattamento all'interno del campo, soprattutto nei confronti dei bambini.

## Il progetto originale
Nell'ottobre 1941, il SS - Sturmbannführer Rudolf Lange iniziò a progettare un campo di detenzione da costruire a Salaspils in Lettonia per confinare le persone arrestate dalla polizia e anche per ospitare gli ebrei deportati dalla Germania e dagli altri Paesi. Lange, che originariamente era il coordinatore dello Special Assignment Group A (Einsatzgruppe A), una squadra mobile di assassini, iniziò un nuovo lavoro nel dicembre 1941 in Lettonia, come comandante sia della polizia di sicurezza (Sicherheitspolizei) che anche del Servizio di sicurezza (Sicherheitsdient). Il luogo scelto, vicino alla città di Salaspils, era facilmente accessibile dalla principale ferrovia che collegava Riga e Daugavpils, le due città più grandi della Lettonia. Il piano prevedeva di far lavorare i prigionieri nella raccolta della torba, e al tempo stesso di separare gli uomini ebrei dalle donne ebree per impedire loro di avere figli, come parte di quella che presto divenne nota come la soluzione finale. Nel febbraio 1942 Lange, probabilmente a causa delle sue azioni in Lettonia, divenne un partecipante della conferenza di Wannsee dove i piani finali per l'assassinio degli ebrei d'Europa furono stabiliti dalla gerarchia nazista.

## La costruzione del campo ed i cambiamenti di programma

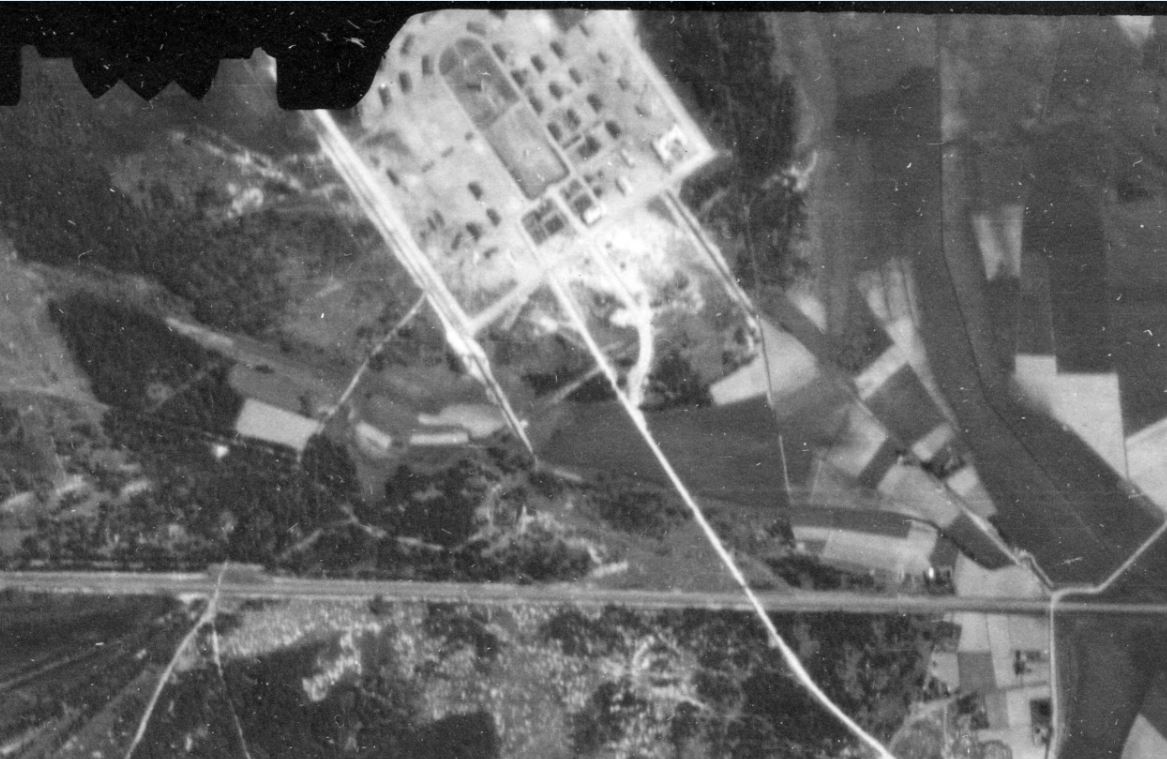
Aerofoto del campo, 1944

Il primo trasporto ferroviario di ebrei tedeschi arrivò inaspettatamente in Lettonia nell'ottobre 1941 prima che il campo di Salaspils fosse completato. Il treno era stato dirottato dalla sua destinazione originale di Minsk a Riga. Gli ebrei sul treno furono alloggiati temporaneamente nel campo di concentramento di Jungfernhof (KZ Jungfernhof), o in una zona di Riga delimitata dai nazisti che in seguito divenne nota come Ghetto di Riga.
Il campo fu preparato nell'ottobre 1941 dai prigionieri di guerra sovietici, come filiale del campo di Salaspils Stalag 350 / Z del campo base 350 di Riga, dagli ebrei cechi deportati e da alcuni ebrei tedeschi del KZ Jungfernhof. A metà gennaio 1942 almeno 1.000 ebrei del ghetto di Riga furono costretti a lavorare alla costruzione del campo. Le condizioni di vita negli alloggi, le condizioni igieniche insufficienti, la mancanza di nutrizione ed il freddo intenso, hanno causato un numero straordinariamente elevato di morti.
I nazisti avevano programmato di deportare gli ultimi ebrei rimasti in Germania entro la fine dell'estate del 1942. A sostegno di ciò, i piani per il campo di Salaspils furono rivisti nel tentativo di consentire al campo di ospitare 15.000 ebrei deportati. Il campo allora svolgeva tre ruoli, come prigione di polizia generale, come campo di prigionia della polizia di sicurezza e poi come campo di lavoro forzato.
Nell'autunno del 1942 il campo comprendeva 15 baracche delle 45 previste, che ospitavano in tutto 1.800 prigionieri. Sebbene fosse una prigione della polizia e un campo di rieducazione al lavoro, il campo di Salaspils divenne paragonabile a un campo di concentramento tedesco per il modo in cui era organizzato il lavoro, per i tipi di prigionieri e il trattamento riservato, come raccontarono loro stessi in seguito.
Alla fine del 1942 il campo di Salaspils deteneva principalmente prigionieri politici, originariamente incarcerati nella prigione centrale di Riga senza un giusto processo sulla base di "ordini di custodia cautelare", e internati stranieri, come i lettoni rimpatriati dalla Russia che i nazisti consideravano politicamente sospetti. Erano presenti anche i prigionieri che avevano commesso crimini di routine e le reclute nelle unità locali di collaborazione lettone (Schutzmannschaften). C'erano nel campo solo dodici ebrei; molti erano morti o erano stati riconsegnati a Riga in condizioni precarie.

## Il trattamento dei bambini

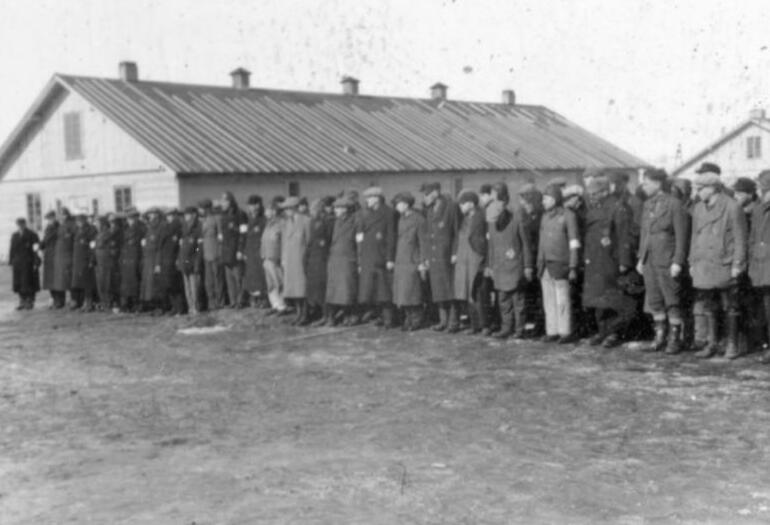
Prigionieri del campo di concentramento di Salaspils, 22 dicembre 1941

Metà dei bambini deportati nel campo morirono di malattia, principalmente febbre tifoide e morbillo. La maggior parte dei bambini veniva uccisa per i continui prelievi di sangue e per gli esperimenti medici a cui erano sottoposti, come ad esempio l'iniezione di veleno. In uno dei luoghi di sepoltura vicino al campo sono stati scoperti 632 cadaveri di bambini dai 5 ai 9 anni.

## Il numero di vittime
Circa 12.000 prigionieri hanno attraversato il campo durante la sua esistenza. Circa 2.000 persone sono morte a causa di malattie, lavori pesanti, esecuzioni, epidemie, ecc.

## Il dopoguerra
A partire dal 1949 furono avviati dei procedimenti legali contro alcune delle persone ritenute responsabili dei crimini nazisti in Lettonia, nel ghetto di Riga e nei campi di concentramento di Jungfernhof e Salaspils. Alcuni accusati sono stati condannati all'ergastolo. Gerhard Kurt Maywald è uno di questi nazisti, condannato per crimini commessi nel campo.